# Pica del Quer
La Pica del Quer és una muntanya de 2.343,4 metres d'altitud situada entre els termes comunals d'Eina i de Llo, tots dos de la comarca de l'Alta Cerdanya, a la Catalunya del Nord.
És cap al centre del límit occidental del terme d'Eina i de l'oriental del de Llo, més a prop al sud-est d'aquest darrer poble, i una mica més allunyat al sud del d'Eina. És al capdamunt, sud, del Bosc del Quer.
La Pica del Quer està inclosa en diverses rutes excursionistes del sector dels Pirineus cerdans.
En el vessant oriental de la Pica del Quer, dins del terme de Llo, es troba el jaciment arqueològic de lo Lladre, l'únic hàbitat semipermanent del Bronze mitjà trobat a la Cerdanya.